# Мирная Долина (Харьковская область)
Мирная Долина (укр. Мирна Долина), село, 
Залиманский сельский совет,
Балаклейский район,
Харьковская область.
Код КОАТУУ — 6320282802. Население по переписи 2001 г. составляет 28 (12/16 м/ж) человек.

## Географическое положение
Село Мирная Долина находится в 2-х км от
села Норцовка.
В 2-х км протекает река Северский Донец (укр. Сіверський Дінець).

## Происхождение названия
На территории Украины 3 населенных пункта с названием Мирная Долина.